# Japira
Japira este un oraș în Paraná (PR), Brazilia.